# Derg
Derg (amh. ደርግ) – wojskowa rada zarządzająca Etiopią po obaleniu cesarza Hajle Syllasje I.

## Historia
W 1974 roku wybuchł kryzys wywołany skutkami kilkuletniej suszy (w tym powtarzającymi się klęskami głodu) oraz przestarzałą strukturą społeczno-gospodarczą gdzie całość oparta była na półniewolniczej pracy chłopów. Kryzys i przestarzałe struktury państwa pchały przedstawicieli młodego pokolenia w stronę politycznej lewicy. W gronie zradykalizowanych w tym czasie osób znalazł się szereg wojskowych, szczególnie tych wywodzących się z młodszego pokolenia. Wśród zrewolucjonizowanych wojskowych znalazł się Mengystu Hajle Marjam planujący obalenie cesarza. 
W czerwcu odbył się wojskowy zamach stanu, którego faktycznym organizatorem był Mengystu. W jego następstwie utworzony został Komitet Koordynacyjny Sił Zbrojnych, tzw. Derg, pod przewodnictwem Amana Mikaela Andoma. Pucz odbył się przy powszechnym społecznym przyzwoleniu. Derg początkowo działał jako jednostka dochodzeniowa mająca wykorzenić korupcję, szybko nabrał cech junty wojskowej. W skład komitetu weszli wojskowi reprezentujący lewicową i nacjonalistyczną opcję ideową. Pod koniec listopada w ramach porachunków wewnątrz Dergu zginął Aman Mikael Andom. Jego następcą na stanowisku przewodniczącego Dergu został Teferi Benti.
Junta nie zdobyła poparcia Stanów Zjednoczonych, które wstrzymały dostawy broni do kraju. Skłoniło to wojsko do szukania porozumienia z Chinami, a następnie ze Związkiem Radzieckim.
We wrześniu tego samego roku Derg wydał dekret o detronizacji cesarza, zawiesił konstytucję, rozwiązał parlament i utworzył Tymczasową Wojskową Radę Administracyjną. W marcu kolejnego roku zniesiono monarchię, ogłoszono dekret o reformie rolnej i nacjonalizacji przedsiębiorstw. W ramach przemian grunty ziemiaństwa zostały zajęte i poddane dystrybucji chłopstwu. Wszystkie gałęzie przemysłu zostały znacjonalizowane, a dotychczasowa biurokracja zdymisjonowana. Do pełnego obalenia rządu monarchistów doszło dopiero w listopadzie, kiedy to w wyniku powstania ludowego członkowie dotychczasowego rządu zostali poddani egzekucji. Od tego momentu Derg w pełni kontrolował sytuację w Etiopii.
W latach 1975–1977 nasiliły się separatyzmy w Erytrei (od początku lat 60. trwała tam wojna o niepodległość) i Ogadenie, co doprowadziło do wybuchu wojny domowej.
Po kolejnym zamachu stanu z lutego 1977 roku szefem państwa został Mengystu. Zaczął on wdrażać system polityczny wzorowany na systemie państw bloku wschodniego. Lata 1977–1979, określane mianem Czerwonego Terroru były okresem walki z przeciwnikami nowej władz. Wojna w Ogadenie (z Somalią) z lat 1977–1978 zakończyła się zwycięstwem Etiopii, która wsparta została przez ZSRR, NRD i Kubę. W 1984 roku utworzona została rządząca Etiopska Partia Robotnicza. W 1987 roku uchwalono nową konstytucję, na mocy której utworzona została Ludowo-Demokratyczna Republika Etiopii.